# Mohamed Elneny
Mohamed Nasser Elsayed Elneny (en árabe محمد النني; El-Mahalla El-Kubra, Egipto, 11 de julio de 1992) es un futbolista egipcio que juega como centrocampista en el Al-Jazira Club de la UAE Pro League.

## Trayectoria
Comenzó su carrera en el Mokawloon al-Arab y fichó por el F. C. Basilea en enero de 2013. Ganó cuatro Superligas de Suiza en sus cuatro temporadas con el club. En enero de 2016 fue transferido al Arsenal F. C. de Inglaterra. En agosto de 2019 fue cedido al Beşiktaş J. K. una temporada. Posteriormente regresó a Londres y allí se mantuvo hasta su salida en junio de 2024 una vez expiró su contrato. Entonces continuó su carrera en el Al-Jazira Club emiratí.

## Selección nacional
Fue parte de la selección sub-23 de Egipto que se clasificó a las Olimpiadas de verano de 2012.
Jugó la Copa de las Naciones de África de 2017 en Gabón con la selección de Egipto, donde llegaron a la final. También fue parte del plantel que jugó la Copa Mundial de la FIFA 2018 en Rusia.

#### Participaciones en Copas del Mundo
| Mundial                               | Sede     | Resultado        | Partidos | Goles |
| ------------------------------------- | -------- | ---------------- | -------- | ----- |
| Copa Mundial de Fútbol Sub-20 de 2011 | Colombia | Octavos de final | 4        | 0     |
| Copa Mundial de Fútbol de 2018        | Rusia    | Primera fase     | 3        | 0     |

#### Participaciones en Campeonatos Africanos
| Copa                                | Sede            | Resultado        | Partidos | Goles |
| ----------------------------------- | --------------- | ---------------- | -------- | ----- |
| Campeonato Juvenil Africano de 2011 | Sudáfrica       | Tercer lugar     | 5        | 0     |
| Campeonato Africano Sub-23 de 2011  | Marruecos       | Tercer lugar     | 5        | 0     |
| Copa Africana de Naciones 2017      | Gabón           | Subcampeón       | 5        | 1     |
| Copa Africana de Naciones 2019      | Egipto          | Octavos de final | 4        | 0     |
| Copa Africana de Naciones 2021      | Camerún         | Subcampeón       | 7        | 0     |
| Copa Africana de Naciones 2023      | Costa de Marfil | Octavos de final | 3        | 0     |

#### Participaciones en Juegos Olímpicos de Verano
| Copa                             | Sede    | Resultado        | Partidos | Goles |
| -------------------------------- | ------- | ---------------- | -------- | ----- |
| Juegos Olímpicos de Londres 2012 | Londres | Cuartos de final | 4        | 0     |
| Juegos Olímpicos de París 2024   | París   | Cuarto puesto    | 6        | 0     |

## Estadísticas

### Clubes
Actualizado al último partido disputado el 25 de mayo de 2025.
| Club                     | Div.          | Temporada     | Liga  | Liga  | Copas nacionales | Copas nacionales | Torneos internacionales | Torneos internacionales | Total | Total |
| Club                     | Div.          | Temporada     | Part. | Goles | Part.            | Goles            | Part.                   | Goles                   | Part. | Goles |
| ------------------------ | ------------- | ------------- | ----- | ----- | ---------------- | ---------------- | ----------------------- | ----------------------- | ----- | ----- |
| El Mokawloon · Egipto    | 1.ª           | 2010-11       | 21    | 2     | 0                | 0                | —                       | —                       | 21    | 2     |
| El Mokawloon · Egipto    | 1.ª           | 2011-12       | 14    | 0     | 0                | 0                | —                       | —                       | 14    | 0     |
| El Mokawloon · Egipto    | Total club    | Total club    | 35    | 2     | 0                | 0                | —                       | —                       | 35    | 2     |
| F. C. Basilea · Suiza    | 1.ª           | 2012-13       | 15    | 0     | 3                | 0                | 8                       | 0                       | 26    | 0     |
| F. C. Basilea · Suiza    | 1.ª           | 2013-14       | 32    | 1     | 4                | 0                | 12                      | 0                       | 48    | 1     |
| F. C. Basilea · Suiza    | 1.ª           | 2014-15       | 28    | 2     | 6                | 1                | 8                       | 0                       | 42    | 3     |
| F. C. Basilea · Suiza    | 1.ª           | 2015-16       | 16    | 2     | 3                | 2                | 9                       | 2                       | 28    | 6     |
| F. C. Basilea · Suiza    | Total club    | Total club    | 91    | 5     | 16               | 3                | 37                      | 2                       | 144   | 10    |
| Arsenal F. C. Inglaterra | 1.ª           | 2015-16       | 11    | 0     | 4                | 0                | 1                       | 1                       | 16    | 1     |
| Arsenal F. C. Inglaterra | 1.ª           | 2016-17       | 14    | 0     | 5                | 0                | 5                       | 0                       | 24    | 0     |
| Arsenal F. C. Inglaterra | 1.ª           | 2017-18       | 13    | 0     | 8                | 0                | 11                      | 1                       | 32    | 1     |
| Arsenal F. C. Inglaterra | 1.ª           | 2018-19       | 8     | 0     | 2                | 0                | 7                       | 0                       | 17    | 0     |
| Beşiktaş J. K. Turquía   | 1.ª           | 2019-20       | 27    | 1     | 3                | 0                | 6                       | 0                       | 36    | 1     |
| Beşiktaş J. K. Turquía   | Total club    | Total club    | 27    | 1     | 3                | 0                | 6                       | 0                       | 36    | 1     |
| Arsenal F. C. Inglaterra | 1.ª           | 2020-21       | 23    | 1     | 6                | 0                | 12                      | 2                       | 41    | 3     |
| Arsenal F. C. Inglaterra | 1.ª           | 2021-22       | 14    | 0     | 3                | 0                | —                       | —                       | 17    | 0     |
| Arsenal F. C. Inglaterra | 1.ª           | 2022-23       | 5     | 0     | 2                | 1                | 1                       | 0                       | 8     | 1     |
| Arsenal F. C. Inglaterra | 1.ª           | 2023-24       | 3     | 0     | 1                | 0                | 2                       | 0                       | 6     | 0     |
| Arsenal F. C. Inglaterra | Total club    | Total club    | 91    | 1     | 31               | 1                | 39                      | 4                       | 161   | 6     |
| Al-Jazira Club · EAU     | 1.ª           | 2024-25       | 24    | 1     | 9                | 0                | ―                       | ―                       | 33    | 1     |
| Al-Jazira Club · EAU     | Total club    | Total club    | 24    | 1     | 9                | 0                | 0                       | 0                       | 33    | 1     |
| Total carrera            | Total carrera | Total carrera | 268   | 10    | 59               | 4                | 82                      | 6                       | 409   | 20    |
| 1. 2.                    |               |               |       |       |                  |                  |                         |                         |       |       |

### Selección nacional
Actualizado al último partido disputado el 8 de septiembre de 2018.
| Egipto | Egipto | Egipto |
| Año    | P J    | Goles  |
| ------ | ------ | ------ |
| 2011   | 2      | 0      |
| 2012   | 17     | 0      |
| 2013   | 8      | 0      |
| 2014   | 9      | 2      |
| 2015   | 6      | 1      |
| 2016   | 7      | 0      |
| 2017   | 11     | 2      |
| 2018   | 7      | 1      |
| Total  | 67     | 6      |

## Palmarés

### Títulos nacionales
| Título                                     | Club           | País       | Año     |
| ------------------------------------------ | -------------- | ---------- | ------- |
| Superliga de Suiza                         | F. C. Basilea  | Suiza      | 2012-13 |
| Superliga de Suiza                         | F. C. Basilea  | Suiza      | 2013-14 |
| Superliga de Suiza                         | F. C. Basilea  | Suiza      | 2014-15 |
| Superliga de Suiza                         | F. C. Basilea  | Suiza      | 2015-16 |
| FA Cup                                     | Arsenal F. C.  | Inglaterra | 2016-17 |
| Community Shield                           | Arsenal F. C.  | Inglaterra | 2017    |
| Community Shield                           | Arsenal F. C.  | Inglaterra | 2020    |
| Community Shield                           | Arsenal F. C.  | Inglaterra | 2023    |
| Copa de Liga de los Emiratos Árabes Unidos | Al-Jazira Club | EAU        | 2024-25 |